# Ділянки прискореної еволюції генів людини

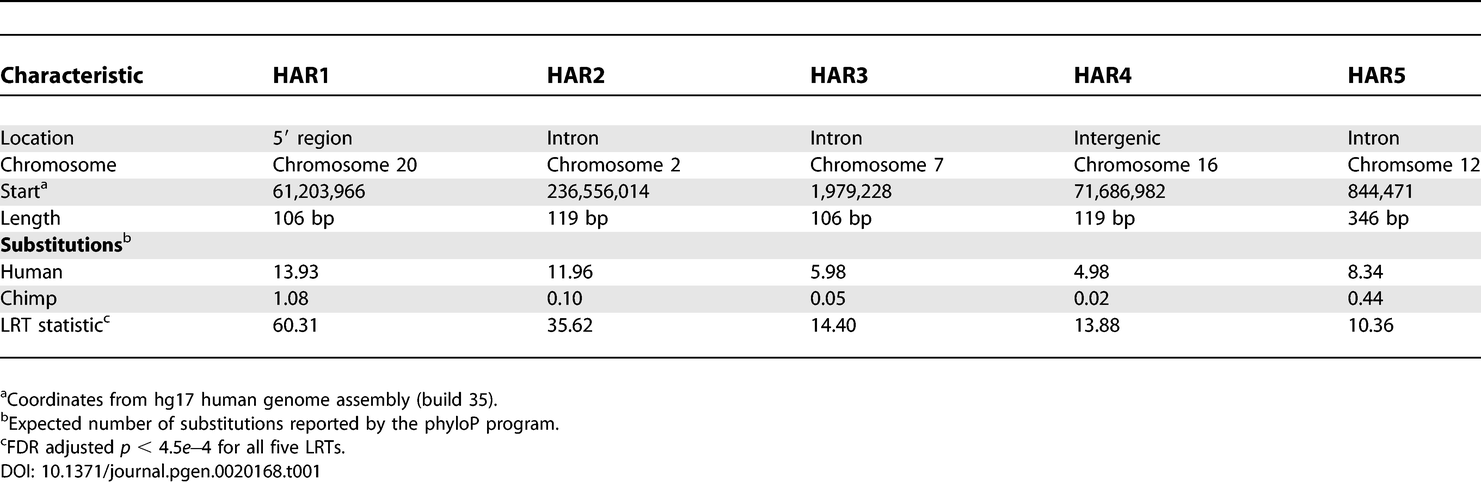
Характеристика областей HAR1-HAR5, з Pollard et al., 2006.

Зо́ни акселера́ції в люди́ни (HAR-області, англ. Human accelerated regions, HARs) — 49 сегментів людського генома, що значно відрізняються від аналогічних сегментів у еволюційних предків людини. Ці області не зазнавали великих змін протягом всієї еволюції хребетних, але в людини за останні кілька мільйонів років темп їх зміни в 70 разів перевищив швидкість мутації геному в цілому. Повідомлення про виявлення HAR-областей з'явилися в серпні 2006 року. Зони були пронумеровані у порядку послаблення їх відмінності від аналогічних областей геному шимпанзе. HAR—області можуть містити інформацію про зміни, що призвели до еволюції людського мозку, розвитку мови і абстрактного мислення.
Дослідження зон прискореного розвитку тільки почалося, однак деякі з них активуються одночасно з уже відомими генами, що впливають на процеси нейронального онтогенезу. Генетична експресія зони HAR1, яка містить два РНК-гена, HAR1R і HAR1F, спостерігається в нейронах Кахаля-Ретціуса з сьомого по дев'ятнадцятий тиждень внутрішньоутробного розвитку плоду, одночасно з виробленням в цих нейронах білка рилін, що відповідає за міграцію і правильне позиціонування нових нервових клітин в корі мозку. HAR1 є прикладом найбільш швидкого темпу еволюційного зміни — з 118 складових її пар основ, 18 відрізняються від аналогічного регіону в геномі шимпанзе.

## Гени в HAR-областях
- HAR1: HAR1A (HAR1F), HAR1B (HAR1R)
- HAR2: CENTG2
- HAR3: MAD1L1
- HAR5: WNK1
- HAR6: WWOX
- HAR8: POU6F2
- HAR9: PTPRT
- HAR10: FHIT
- HAR11: DMD
- HAR12: EBF
- HAR21: NPAS3
- HAR23: MGC27016
- HAR24: SKAP2
- HAR28: LPHN4
- HAR31: AUTS2
- HAR33: TBC1D22A
- HAR38: ITPR1
- HAR40: ZBTB16
- HAR43: AGBL4
- HAR44: FHIT
- HAR45: POLA
- HAR47: KLHL14